# موریلتون (آرکانزاس)
مورلینتون (آرکانزاس) (به انگلیسی: Morrilton, Arkansas) یک شهر در ایالات متحده آمریکا با جمعیت ۶٬۷۶۷ نفر است که در آرکانزاس واقع شده‌است.

## موقعیت جغرافیایی
موقعیت جغرافیایی شهرها و مناطق اطراف به شرح زیر است: